# Israele ai Giochi della XXXIII Olimpiade
Israele ha partecipato ai Giochi della XXXIII Olimpiade, svoltisi a Parigi dal 26 luglio all'11 agosto 2024, con una delegazione di 89 atleti (incluse le riserve), 55 uomini e 34 donne, in 16 sport e 20 discipline. Si è trattata della diciottesima partecipazione della nazione ai Giochi olimpici estivi: a partire dal suo debutto ai Giochi olimpici del 1952, Israele ha partecipato a tutte le edizioni a eccezione dei Giochi olimpici del 1980 a causa del boicottaggio promosso dagli Stati Uniti. Con sette medaglie (1 oro, 5 argenti e 1 bronzo) quella del 2024 è stata la spedizione israeliana che ha ottenuto i maggiori risultati di sempre.
La partecipazione di Israele ai Giochi del 2024 ha provocato le richieste di ventisei legislatori francesi, dei palestinesi e di altre organizzazioni sportive mondiali di sanzioni contro Israele e di impedirne la partecipazione a causa dell'impatto della guerra tra Israele e Hamas sugli atleti e sulle strutture sportive palestinesi, ma il presidente del CIO Thomas Bach ha confermato che questo non è mai stato un problema per il CIO e ha messo in guardia gli atleti da boicottaggi e discriminazioni. Il presidente del Comitato Olimpico d'Israele, Yael Arad, ha assicurato che gli atleti israeliani saranno presenti “al 100%”, con misure di sicurezza in atto.
I portabandiera alla cerimonia di apertura sono stati Peter Paltchik e Andrea Murez.

## Delegazione
| Sport            | Uomini | Donne | Totale |
| ---------------- | ------ | ----- | ------ |
| Atletica leggera | 5      | 2     | 7      |
| Badminton        | 1      | 0     | 1      |
| Calcio           | 18     | 0     | 18     |
| Ciclismo         | 3      | 1     | 4      |
| Equitazione      | 2      | 2     | 4      |
| Ginnastica       | 1      | 7     | 8      |
| Judo             | 5      | 7     | 12     |
| Nuoto            | 12     | 6     | 18     |
| Nuoto artistico  | 0      | 2     | 2      |
| Scherma          | 1      | 0     | 1      |
| Surf             | 0      | 1     | 1      |
| Taekwondo        | 0      | 1     | 1      |
| Tiro con l'arco  | 1      | 1     | 2      |
| Tiro             | 1      | 0     | 1      |
| Triathlon        | 1      | 0     | 1      |
| Vela             | 4      | 4     | 8      |
| Totale           | 55     | 34    | 89     |

## Medagliere
| Sport      | Oro | Argento | Bronzo | Totale |
| ---------- | --- | ------- | ------ | ------ |
| Vela       | 1   | 1       | 0      | 2      |
| Judo       | 0   | 2       | 1      | 3      |
| Ginnastica | 0   | 2       | 0      | 2      |

| Medaglia | Nome                                                                  | Sport              | Evento                |
| -------- | --------------------------------------------------------------------- | ------------------ | --------------------- |
| Oro      | Tom Reuveny                                                           | Vela               | iQFoil maschile       |
| Argento  | Artem Dolgopyat                                                       | Ginnastica         | Corpo libero maschile |
| Argento  | Inbar Lanir                                                           | Judo               | -78 kg femminile      |
| Argento  | Raz Hershko                                                           | Judo               | +78 kg femminile      |
| Argento  | Sharon Kantor                                                         | Vela               | iQFoil femminile      |
| Argento  | Ofir Shaham Diana Svertsov Adar Friedmann Romi Paritzki Shani Bakanov | Ginnastica ritmica | Concorso a squadre    |
| Bronzo   | Peter Paltchik                                                        | Judo               | 100 kg maschile       |